# Berar (Sultanat)

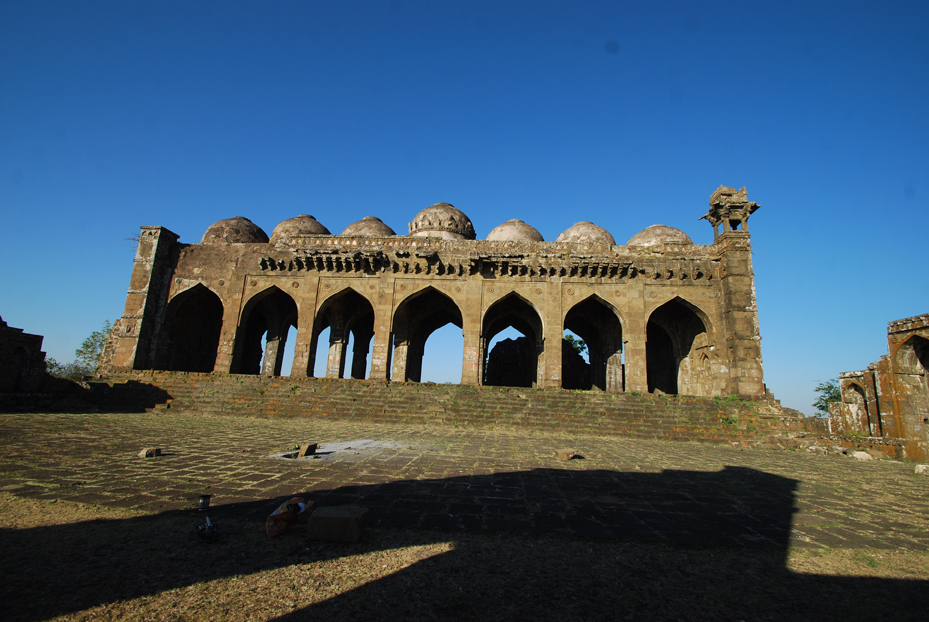
Überreste der Festung von Gawilgarh

Das Sultanat Berar war eines der fünf zentralindischen Dekkan-Sultanate, die aus dem Bahmani-Sultanat hervorgingen.

## Geschichte
Das Berar-Sultanat wurde im Jahr 1490 gegründet und bestand bis zur Unterwerfung durch das Sultanat Ahmadnagar im Jahr 1574. Hauptstadt war Gawilgarh (Gawil). Berar nahm als einziges der fünf Dekkan-Sultanate nicht an der Schlacht von Talikota (1565) gegen das südindische Hindu-Reich Vijayanagar teil.
Im Jahr 1490 sagte sich der Statthalter Imad ul-Mulk vom Bahmani-Sultanat los, ernannte sich selbst zum Sultan und begründete so die Dynastie der Imad Shahi. Bis 1498 hatte er das Reich, das sich im Osten des heutigen indischen Bundesstaates Maharashtra erstreckte, weitestgehend gefestigt. Nach 1527 expandierte das westlich gelegene Sultanat Ahmadnagar auf Kosten Berars. Den Sturz der Imad Shahi durch den Minister Tufail Khan im Jahr 1568 nahm Ahmadnagar vier Jahre später zum Anlass, in Berar einzufallen und das Sultanat im Jahr 1574 vollständig zu annektieren.
Im Jahr 1596 kam Berar zum Mogulreich. Von 1596 bis 1724 war Berar eine der Provinzen (subahs) des nach dem Tod Aurangzebs (1707) immer schwächer werdenden Mogulreiches. Danach war es bis zum Jahr 1903 eine Provinz von Britisch-Indien.

## Sultane von Berar
- 1490–1504: Fathullah Imad-ul-Mulk
- 1504–1529: Aladdin Imad Shah
- 1529–1562: Darya Imad Shah
- 1562–1568: Burhan Imad Shah
- 1568–1572: Tufail Khan (Usurpator)